# Padworth
Padworth är en ort och civil parish i Storbritannien.   Den ligger i kommunen West Berkshire i riksdelen England, i den södra delen av landet, 70 km väster om huvudstaden London. Padworth ligger 91 meter över havet och antalet invånare är 919.
Terrängen runt Padworth är platt. Runt Padworth är det ganska tätbefolkat, med 239 invånare per kvadratkilometer. Närmaste större samhälle är Reading, 12,1 km nordost om Padworth. Trakten runt Padworth består till största delen av jordbruksmark.